# 比耶鲁姆缺陷
比耶鲁姆缺陷（Bjerrum defect）是水冰特有的一种晶体缺陷，是形成水冰电特性的部分原因。

## 概念
「比耶鲁姆缺陷」由丹麦化学家尼尔斯·比耶鲁姆（Niels Bjerrum）在1952年首次提出，以解释电场中冰电极化的成因。氢键通常有一个质子，但具有比耶鲁姆缺陷的氢键将有两个质子（D型缺陷）或没有质子（L型缺陷）。当水分子围绕氧原子旋转，与单个质子产生氢键时，不利的缺陷应变得到解决。冰一h沿滑移面的位错产生出成对的比耶鲁姆缺陷缺陷，一个“D型缺陷”和一个“L型缺陷”。
甲烷等非极性分子可以与水形成笼形水合物，尤其在高压下。虽然当包合物中的客体分子是甲烷时，水分子不存在氢键，但许多较大有机分子包合物中的客体分子通常会与主体形成氢键，如频哪酮和四氢呋喃等。在此情况下，主客体氢键导致包合物晶格中形成L型比耶鲁姆缺陷。客体分子中的氧原子（醇或羰基官能团中）和氮原子（在胺基官能团中）导致水合物晶格中的氢键转瞬即逝和水分子定向错误。